# غيلبرت ليفينغستون
غيلبرت ليفينغستون (22 نوفمبر 1877 - )  (بالإنجليزية: Gilbert Livingston)‏ هو لاعب كريكت جامايكي.